# Sebastián Eguren
Sebastián Eguren Ledesma (Montevideo, Uruguay, 1981. január 8.) uruguayi labdarúgó, aki jelenleg a Sporting Gijónban játszik középpályásként.

## Pályafutása
Eguren a Montevideo Wanderersben kezdte profi pályafutását 1999-ben. 2002-ben a Danubióhoz igazolt, majd egy év múlva a Nacional Montevideoval írt alá szerződést. Egy Club Deportivo El Nacional elleni Copa Libertadores-mérkőzés után pozitív lett a kokaintesztje, ami miatt hat hónapra eltiltották. Ő ezt azzal magyarázta, hogy kokateát fogyasztott, ami Uruguayban mindennaposnak számít.
2005-ben próbálta ki magát először Európában, a norvég Rosenborg színeiben. Egy évet töltött itt, majd 2006. december 5-én a svéd Hammarbyhoz igazolt. Hamar megszerettette magát a szurkolókkal. 2008. január 30-án kölcsönvette a Villarreal. A szezon végéig maradt és hamar beverekedte magát a kezdőbe, ahol remek párost alkotott Marcos Sennával.
2008 májusában véglegesen is leigazolták Egurent, aki három évre írt alá a csapattal. A 2008/09-es idényben is megtartotta helyét a csapatban és egy Getafe elleni 3-3-as meccsen meg is szerezte első gólját. 2010 januárjára Bruno kiszorította őt a kezdőből, ezért a Villarreal szerette volna kölcsönadni a Laziónak, de nem sikerült megfelelő eredményeket produkálnia az orvosi vizsgálatokon, így maradnia kellett.
Mindenképpen szeretett volna olyan csapathoz kerülni, ahol állandó játéklehetőséget kap, hogy legyen esélye bekerülni az uruguayiak világbajnoki keretébe. 2010. február 19-én kölcsönben az AIK Stockholm-hoz igazolt. Az edzéseken a rendőröknek kellett vigyázniuk rá, mivel korábbi csapata, a Hammarby szurkolói többször megpróbálták megtámadni. 2010 júliusában leigazolta a Sporting Gijón.

## Válogatott
Eguren a 2001-es Copa América során, egy Bolívia elleni mérkőzésen debütált az uruguayi válogatottban. Első gólját 2008. május 28-án szerezte, egy Norvégia elleni barátságos meccsen. Részt vett a 2010-es világbajnokságon, ahol két percet kapott a franciák elleni csoportmeccsen, és a Hollandia elleni elődöntőben is lehetőséghez jutott.

## Külső hivatkozások
- Pályafutása statisztikái
- Spanyolországi statisztikái
- Adatlapja a FIFA honlapján Archiválva 2012. november 10-i dátummal a Wayback Machine-ben

## Fordítás
- Ez a szócikk részben vagy egészben  a   Sebastián Eguren című angol Wikipédia-szócikk fordításán alapul.  Az eredeti cikk szerkesztőit annak laptörténete sorolja fel. Ez a jelzés csupán a megfogalmazás eredetét és a szerzői jogokat jelzi, nem szolgál a cikkben szereplő információk forrásmegjelöléseként.